# Fridmanovi enačbi
Fridmanovi enačbi sta navadni diferencialni enačbi v fizikalni kozmologiji, ki kažeta metrično širjenje prostora v homogenih in izotropnih modelih Vesolja v okviru splošne teorije relativnosti. Prvič jih je izpeljal Aleksander Aleksandrovič Fridman leta 1922 iz Einsteinovih enačb polja za gravitacijo z metriko FLRW in tekočino z dano masno gostoto {\displaystyle \rho \,} in tlakom {\displaystyle p\,}. Enačbi za negativno prostorsko ukrivljenost je podal Fridman leta 1924.

## Privzetki in načela
Pri Fridmanovih enačbah se privzema, da je Vesolje prostorsko homogeno in izotropno, kar podaja kozmološko načelo. Empirično je to upravičeno na razdaljah večjih od približno 100 Mpc. Kozmološko načelo nakazuje, da mora imeti metrika Vesolja obliko:
{\displaystyle {\rm {d}}s^{2}={a(t)}^{2}{\rm {d}}s_{3}^{2}-c^{2}{\rm {d}}t^{2}\!\,,}
kjer je {\displaystyle {\rm {d}}s_{3}^{2}\,} trirazsežna metrika, ki lahko zavzame obliko:
- (a) ravnega prostora,
- (b) sfere s konstantno pozitivno ukrivljenostjo ali
- (c) hiperboličnega prostora s konstantno negativno ukrivljenostjo.

Parameter {\displaystyle k\,} v teh primerih zavzema vrednosti 0, 1 ali -1. V tem smislu se lahko govori o skalirnem faktorju {\displaystyle a(t)\,}.
Einsteinove enačbe polja sedaj povezujejo razvoj tega skalirnega faktorja s tlakom in energijo snovi v Vesolju. Iz metrike FLRW se izračuna Christoffelove simbole in nato Riccijev tenzor. Z napetostno-energijskim tenzorjem za idealno tekočino se vstavijo v Einsteinove enačbe polja, kar da enačbi, opisani spodaj.

## Enačbi
Obstajata dve neodvisni Fridmanovi enačbi za modeliranje homogenega in izotropnega Vesolja, oziroma sistem takšnih enačb. Prva enačba:
{\displaystyle {\frac {{\dot {a}}^{2}+kc^{2}}{a^{2}}}={\frac {8\pi \kappa \rho +\Lambda c^{2}}{3}}\!\,}
se izpelje iz komponente 00 Einsteinovih enačb polja, druga:
{\displaystyle {\frac {\ddot {a}}{a}}=-{\frac {4\pi \kappa }{3}}\left(\rho +{\frac {3p}{c^{2}}}\right)+{\frac {\Lambda c^{2}}{3}}\!\,}
pa iz njihovih sledi. Obe enačbi se lahko izpeljeta tudi iz newtonske klasične mehanike. {\displaystyle H\equiv {\frac {\dot {a}}{a}}} je Hubblov parameter, {\displaystyle \kappa \,}, {\displaystyle \Lambda \,}, {\displaystyle c\,} pa so splošne fizikalne konstante: {\displaystyle \kappa \,} je Newtonova splošna gravitacijska konstanta, {\displaystyle k\,} je konstanta v posebni rešitvi, lahko pa se spreminja od ene rešitve do druge. {\displaystyle a\,}, {\displaystyle H\,}, {\displaystyle \rho \,} in {\displaystyle p\,} so funkcije časa. {\displaystyle {\frac {k}{a^{2}}}\,} je prostorska ukrivljenost v poljubni časovni rezini Vesolja – enaka je eni šestini prostorskega Riccijevega skalarja (ukrivljenosti) {\displaystyle R\,}, saj v Fridmanovem modelu velja:
{\displaystyle {\begin{aligned}R&=g^{00}R_{00}+g^{11}R_{11}g^{22}R_{22}+g^{33}R_{33}\\&={\frac {6}{c^{2}a^{2}}}({\ddot {a}}a+{\dot {a}}^{2}+kc^{2})\!\,.\end{aligned}}}
Vidi se, da je v Fridmanovih enačbah {\displaystyle a(t)\,} odvisen le od {\displaystyle \rho \,}, {\displaystyle p\,}, {\displaystyle \Lambda \,} in notranje ukrivljenosti {\displaystyle k\,}. Ni odvisen od tega kateri koordinatni sistem se izbere za prostorske rezine. Za {\displaystyle a\,} in {\displaystyle k\,} se v splošnem vzameta dve možnosti, ki opisujeta enako fiziko:
- {\displaystyle k\,} = +1, 0 ali -1 odvisno od tega ali je oblika Vesolja zaprta 3-sfera, ravna (v obliki evklidskega prostora) ali odprti 3-hiperboloid.[4] Če je {\displaystyle k=+1\,}, je {\displaystyle a\,} polmer ukrivljenosti Vesolja. Če je {\displaystyle k=0\,}, je lahko {\displaystyle a\,} poljubno pozitivno število v določenem času. Če je {\displaystyle k=-1\,}, se lahko ohlapno reče, da je {\displaystyle i\cdot a\,} polmer ukrivljenosti Vesolja.
- {\displaystyle a\,} je skalirni faktor, ki je v sedanjosti privzeto enak 1. {\displaystyle k} je prostorska ukrivljenost (v sedanjosti), ko je {\displaystyle a=1\,}. Če je oblika Vesolja hipersferična in je {\displaystyle R_{t}\,} polmer ukrivljenosti ({\displaystyle R_{0}\,} v sedanjosti), potem je {\displaystyle a=R_{t}/R_{0}\,}. Če je {\displaystyle k\,} pozitivna, je Vesolje hipersferično. Če je  {\displaystyle k\,} enaka 0, je Vesolje ravno. Če je {\displaystyle k\,} negativna, je Vesolje hiperbolično.

S prvo enačbo se lahko drugo enačbo zapiše kot:
{\displaystyle {\dot {\rho }}=-3H\left(\rho +{\frac {p}{c^{2}}}\right)\!\,,}
kjer kozmološka konstanta {\displaystyle \Lambda \,} izgine. Enačba na ta način izraža ohranitev mase in energije {\displaystyle T^{\alpha \beta }{}_{;\beta }\,=0\,}.
Enačbi včasih se poenostavi z zamenjavama:
{\displaystyle \rho \rightarrow \rho -{\frac {\Lambda c^{2}}{8\pi \kappa }}\!\,,}
{\displaystyle p\rightarrow p+{\frac {\Lambda c^{4}}{8\pi \kappa }}\!\,,}
kar da:
{\displaystyle H^{2}=\left({\frac {\dot {a}}{a}}\right)^{2}={\frac {8\pi \kappa }{3}}\rho -{\frac {kc^{2}}{a^{2}}}\!\,,}
{\displaystyle {\dot {H}}+H^{2}={\frac {\ddot {a}}{a}}=-{\frac {4\pi \kappa }{3}}\left(\rho +{\frac {3p}{c^{2}}}\right)\!\,.}
Poenostavljena oblika druge enačbe je invarianta pri tej transformaciji.
Hubblov parameter se lahko s časom spreminja, če so drugi deli enačbe odvisni od časa – še posebej masna gostota, energija vakuuma ali prostorska ukrivljenost. Določitev Hubblovega parametra za sedanjost da Hubblovo konstanto, ki je proporcionalna konstanta v Hubblovem zakonu. Skupaj z dano enačbo stanja Fridmanovi enačbi za tekočino določata časovni razvoj in geometrijo Vesolja kot funkcijo njene gostote.
Nekateri kozmologi imenujejo drugo enačbo Fridmanova enačbo pospeška, prvo enačbo pa preprosto Fridmanova enačba.

## Parameter gostote
Parameter gostote {\displaystyle \Omega } je določen kot razmerje med dejansko (ali opazovano) gostoto {\displaystyle \rho } in kritično gostoto {\displaystyle \rho _{\rm {cr}}} (oznake tudi {\displaystyle \rho _{\rm {c}}\,}, {\displaystyle \rho _{\rm {crit}}\,}, {\displaystyle \rho ^{\rm {cr}}\,}) Fridmanovega vesolja. Razmerje med dejansko in kritično gostoto določa celotno geometrijo Vesolja. V zgodnejših modelih, ki niso vključevali člena s kozmološko konstanto, je imela kritična gostota tudi vlogo mostu med razširjajočim in krčajočim se Vesoljem.
Dosedanja ocena kritične gostote je približno pet atomov (enoatomnega vodika) na kubični meter. Srednja gostota navadne barionske snovi v Vesolju pa naj bi bila 0,2 atoma na kubični meter.:81–82 Veliko večja gostota prihaja od neznane temne snovi. H krčenju Vesolja prispevata tako običajna kot temna snov. Največji del izvira od temne energije, ki je odgovorna za člen s kozmološko konstanto. Čeprav je skupna gostota enaka kritični (točno do merske napake), temna energija ne povzroča krčenja Vesolja, ampak povzroča njegovo pospešeno širjenje. Tako se bo Vesolje širilo v nedogled.
Izraz za kritično gostoto se dobi s privzetkom, da je kozmološka konstanta {\displaystyle \Lambda \,} enaka nič, kot je pri vseh osnovnih Fridmanovih vesoljih, in, da je normalizirana prostorska ukrivljenost {\displaystyle k\,} prav tako enaka nič. S prvo Fridmanovo enačbo potem velja:
{\displaystyle \rho _{\rm {cr}}={\frac {3H^{2}}{8\pi \kappa }}\!\,.}
Parameter gostote, ki je primeren za primerjavo različnih kozmoloških modelov, je potem določen kot:
{\displaystyle \Omega \equiv {\frac {\rho }{\rho _{\rm {cr}}}}={\frac {8\pi \kappa \rho }{3H^{2}}}\!\,.}
Ta člen so izvirno uporabili kot način določitve prostorske geometrije Vesolja, kjer je {\displaystyle \rho _{\rm {cr}}\,} kritična gostota za katero je prostorska geometrija ravna (ali evklidska). Z upoševanjem ničelne gostote energije vakuuma, če je {\displaystyle \Omega \,} več kot 1, so prostorska področja Vesolja zaprta; Vesolje se bo sčasoma nehalo širiti, nato pa se bo sesedlo. Če je {\displaystyle \Omega \,} manj kot 1, so področja odprta, Vesolje pa se bo širilo večno. Lahko pa se vključi člene prostorske ukrivljenosti in energije vakuuma v splošnejši izraz za {\displaystyle \Omega \,}, kjer je ta parameter gostote identično enak 1. Potem je naloga merjenje različnih komponent, ki se jih običajno označi s spodnjimi indeksi. Glede na model ΛCDM obstajajo pomembne komponente {\displaystyle \Omega \,} zaradi barionov, hladne temne snovi (CDM) in temne energije. Prostorsko geometrijo Vesolja je plovilo WMAP izmerilo, in je skoraj ravna. To pomeni, da se lahko Vesolje dovolj dobro opiše z modelom v katerem je parameter prostorske ukrivljenosti {\displaystyle k\,} enak 0. To pa sicer ne pomeni, da je Vesolje prostorsko neskončno – morda je le veliko večje od dela, ki se ga lahko vidi. Podobno je v primeru Zemlje v merilu Nizozemske, kjer je videti ravna, kar pa še ne pomeni, da je v resnici ravna v celoti – le to, da je veliko večja od Nizozemske.
Prvo Fridmanovo enačbo velikokrat zapišejo v obliki s parametri gostote:
{\displaystyle {\frac {H^{2}}{H_{0}^{2}}}=\Omega _{\rm {R}}a^{-4}+\Omega _{\rm {M}}a^{-3}+\Omega _{k}a^{-2}+\Omega _{\Lambda }\!\,.}
Tukaj je:
- {\displaystyle \Omega _{\rm {R}}\,} – gostota sevanja v sedanjosti, ko je {\displaystyle a=1},
- {\displaystyle \Omega _{\rm {M}}\,} – gostota snovi (gostota temne in barionske snovi v sedanjosti),
- {\displaystyle \Omega _{k}=1-\Omega \,} – »gostota prostorske ukrivljenosti« v sedanjosti,
- {\displaystyle \Omega _{\Lambda }\,} – kozmološka konstanta ali vakuumska gostota v sedanjosti.

## Uporabne rešitve

### Idealna tekočina
Fridmanovi enačbi se lahko rešita eksaktno za idealno tekočino z enačbo stanja:
{\displaystyle p=w\rho c^{2}\!\,,}
kjer je {\displaystyle p\,} tlak, {\displaystyle \rho \,} masna gostota idealne tekočine v sogibajočem sistemu, {\displaystyle w\,} pa poljubna konstanta.
V prostorsko ravnem primeru (k = 0) je rešitev za skalirni faktor enaka:
{\displaystyle a(t)=a_{0}\,t^{\frac {2}{3(w+1)}}\!\,,}
kjer je {\displaystyle a_{0}\,} poljubna integracijska konstanta, ki se jo izbere z izbiro začetnih pogojev. Ta družina rešitev označena z {\displaystyle w\,} je izjemno pomembna za kozmologijo. Primer {\displaystyle w=0\,} opisuje Vesolje, kjer prevladuje snov, in je tlak nepomemben v primerjavi z masno gostoto. Iz rodovne rešitve se lahko vidi, da je za Vesolje, kjer prevladuje snov, skalirni faktor enak:
{\displaystyle a(t)\propto t^{2/3}\!\,} – prevladuje snov.
Drug pomemben primer je, ko v Vesolju prevladuje sevanje; to je, kadar je {\displaystyle w=1/3\,}. Od tod sledi skalirni fator:
{\displaystyle a(t)\propto t^{1/2}\!\,} – prevladuje sevanje.
Ta rešitev ne velja za prevlado kozmološke konstante, ki odgovarja primeru, ko je {\displaystyle w=-1\,}. V tem primeru je energijska gostota konstantna, skalirni faktor pa se povečuje eksponentno.
Rešitve za druge vrednosti {\displaystyle k\,} se lahko najde v .

### Mešana snov
Če je snov mešanica dveh ali več med seboj nevplivajočih tekočin s svojo takšno enačbo stanja, potem enačba:
{\displaystyle {\dot {\rho }}_{f}=-3H\left(\rho _{f}+{\frac {p_{f}}{c^{2}}}\right)\!\,}
velja ločeno za vsakšno takšno tekočino {\displaystyle f\,}. V vsakem primeru je:
{\displaystyle {\dot {\rho }}_{f}=-3H\left(\rho _{f}+w_{f}\rho _{f}\right)\!\,,}
od koder sledi:
{\displaystyle {\rho }_{f}\propto a^{-3(1+w_{f})}\!\,.}
Za takšne izraze se lahko na primer tvori linearno kombinacijo:
{\displaystyle \rho =Aa^{-3}+Ba^{-4}+Ca^{0}\!\,,}
kjer je:
- {\displaystyle A\,} – gostota »prahu« (običajna snov, w = 0), ko je {\displaystyle a=1\,},
- {\displaystyle B\,} – gostota sevanja (w = 1/3), ko je {\displaystyle a=1\,}, in
- {\displaystyle C\,} – gostota »temne energije« ({\displaystyle w=-1\,}).

Potem se lahko to vstavi v enačbo:
{\displaystyle \left({\frac {\dot {a}}{a}}\right)^{2}={\frac {8\pi \kappa }{3}}\rho -{\frac {kc^{2}}{a^{2}}}\!\,,}
in se jo reši za {\displaystyle a\,} kot funkcijo časa.

## Reskalirana Fridmanova enačba
Naj je {\displaystyle {\tilde {a}}={\frac {a}{a_{0}}},\;\rho _{\rm {cr}}={\frac {3H_{0}^{2}}{8\pi \kappa }},\;\Omega ={\frac {\rho }{\rho _{\rm {cr}}}},\;t={\frac {\tilde {t}}{H_{0}}},\;\Omega _{\rm {cr}}=-{\frac {kc^{2}}{H_{0}^{2}a_{0}^{2}}}\;}, kjer sta {\displaystyle a_{0}\,} in {\displaystyle H_{0}\,} skalirni faktor in Hubblov parameter (Hubblova konstanta) v sedanjosti. Potem velja:
{\displaystyle {\frac {1}{2}}\left({\frac {d{\tilde {a}}}{d{\tilde {t}}}}\right)^{2}+U_{\rm {ef}}({\tilde {a}})={\frac {1}{2}}\Omega _{\rm {cr}}\!\,,}
kjer je {\displaystyle U_{\rm {ef}}({\tilde {a}})={\frac {\Omega {\tilde {a}}^{2}}{2}}\,}. Za poljubno obliko efektivnega potenciala {\displaystyle U_{\rm {ef}}({\tilde {a}})\,} obstaja enačba stanja {\displaystyle p=p(\rho )\,}.